# Zoegea
Zoegea là một chi thực vật có hoa trong họ Cúc (Asteraceae).

## Loài
Chi Zoegea gồm các loài: